# Sondersdorf
Ne doit pas être confondu avec Sandersdorf
Sondersdorf est une commune française située dans la circonscription administrative du Haut-Rhin et, depuis le 1er janvier 2021, dans le territoire de la Collectivité européenne d'Alsace, en région Grand Est.

## Géographie
Sondersdorf fait partie de l'arrondissement et du canton d'Altkirch.
| Ferrette | Bouxwiller  |             |
| Ligsdorf | Sondersdorf | Raedersdorf |
|          | Kiffis      |             |

### Écarts
- Hippoltskirch ;
- Schoenenberg.

### Hydrographie
La commune est dans le bassin versant du Rhin au sein du bassin Rhin-Meuse. Elle est drainée par l'Ill,.
L'Ill, d'une longueur de 217 km, prend sa source dans la commune de Winkel et se jette  dans le Grand Canal d'Alsace à Offendorf, après avoir traversé 68 communes. 

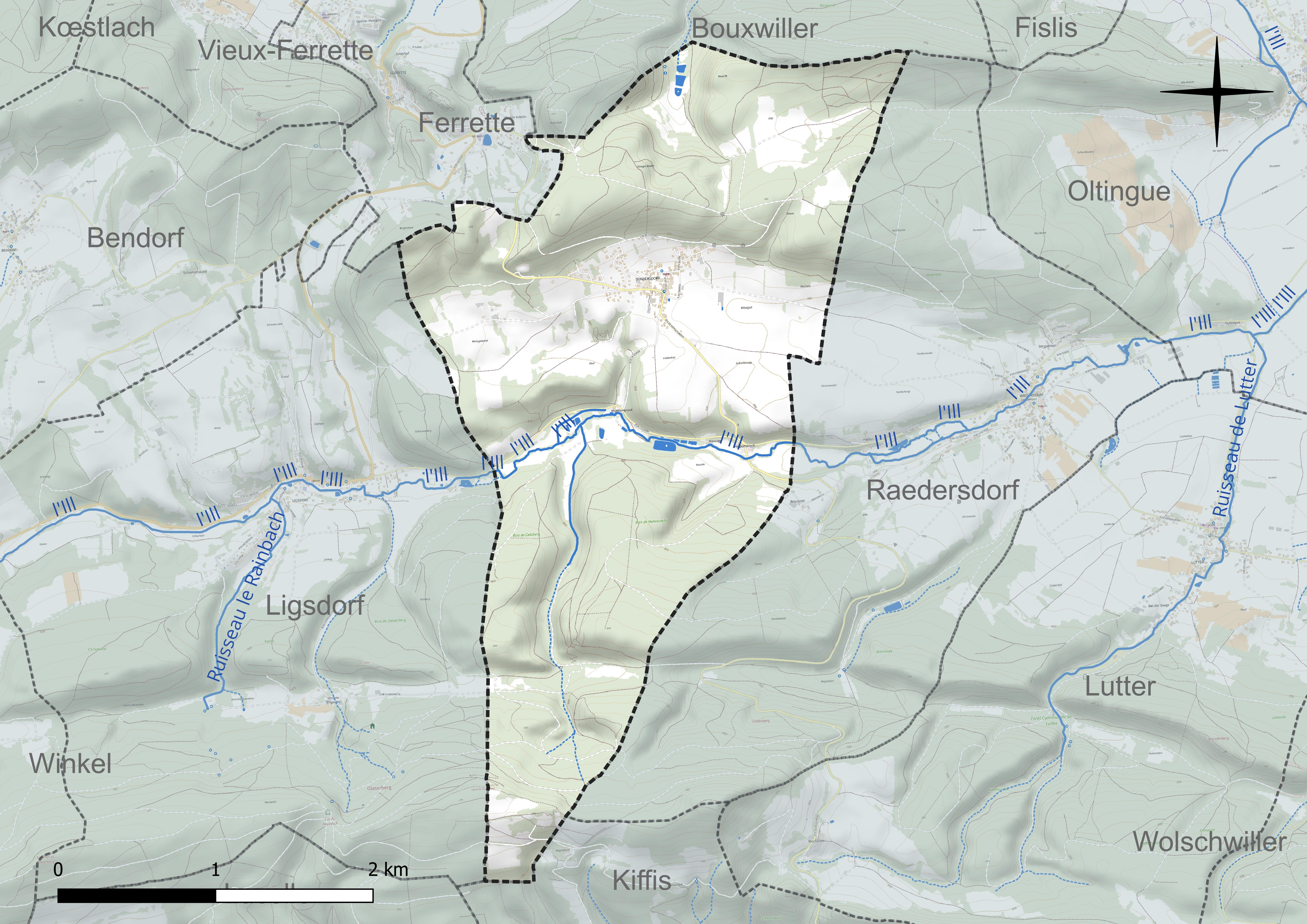
Réseau hydrographique de Sondersdorf.

### Climat
Pour des articles plus généraux, voir Climat du Grand Est et Climat du Haut-Rhin.
En 2010, le climat de la commune est de type climat de montagne, selon une étude du Centre national de la recherche scientifique s'appuyant sur une série de données couvrant la période 1971-2000. En 2020, Météo-France publie une typologie des climats de la France métropolitaine dans laquelle la commune est exposée à un climat de montagne ou de marges de montagne et est dans la région climatique  Vosges, caractérisée par une pluviométrie très élevée (1 500 à 2 000 mm/an) en toutes saisons et un hiver rude (moins de 1 °C). 
Pour la période 1971-2000, la température annuelle moyenne est de 9 °C, avec une amplitude thermique annuelle de 17,1 °C. Le cumul annuel moyen de précipitations est de 1 014 mm, avec 10 jours de précipitations en janvier et 10 jours en juillet. Pour la période 1991-2020, la température moyenne annuelle observée sur la station météorologique de Météo-France la plus proche, « Lucelle_sapc », sur la commune de Lucelle à 9 km à vol d'oiseau, est de 9,4 °C et le cumul annuel moyen de précipitations est de 1 091,0 mm. 
La température maximale relevée sur cette station est de 36 °C, atteinte le 20 juillet 2003 ; la température minimale est de −19 °C, atteinte le 20 décembre 2009,,. 
Les paramètres climatiques de la commune ont été estimés pour le milieu du siècle (2041-2070) selon différents scénarios d'émission de gaz à effet de serre à partir des nouvelles projections climatiques de référence DRIAS-2020. Ils sont consultables sur un site dédié publié par Météo-France en novembre 2022.

## Urbanisme

### Typologie
Au 1er janvier 2024, Sondersdorf est catégorisée commune rurale à habitat dispersé, selon la nouvelle grille communale de densité à sept niveaux définie par l'Insee en 2022.
Elle est située hors unité urbaine. Par ailleurs la commune fait partie de l'aire d'attraction de Bâle - Saint-Louis (partie française), dont elle est une commune de la couronne,. Cette aire, qui regroupe 94 communes, est catégorisée dans les aires de 200 000 à moins de 700 000 habitants,.

### Occupation des sols
L'occupation des sols de la commune, telle qu'elle ressort de la base de données européenne d’occupation biophysique des sols Corine Land Cover (CLC), est marquée par l'importance des forêts et milieux semi-naturels (64,7 % en 2018), une proportion sensiblement équivalente à celle de 1990 (64,5 %). La répartition détaillée en 2018 est la suivante : 
forêts (64,7 %), prairies (14,7 %), terres arables (10,1 %), zones agricoles hétérogènes (6,6 %), zones urbanisées (3,9 %). L'évolution de l’occupation des sols de la commune et de ses infrastructures peut être observée sur les différentes représentations cartographiques du territoire : la carte de Cassini (XVIIIe siècle), la carte d'état-major (1820-1866) et les cartes ou photos aériennes de l'IGN pour la période actuelle (1950 à aujourd'hui).

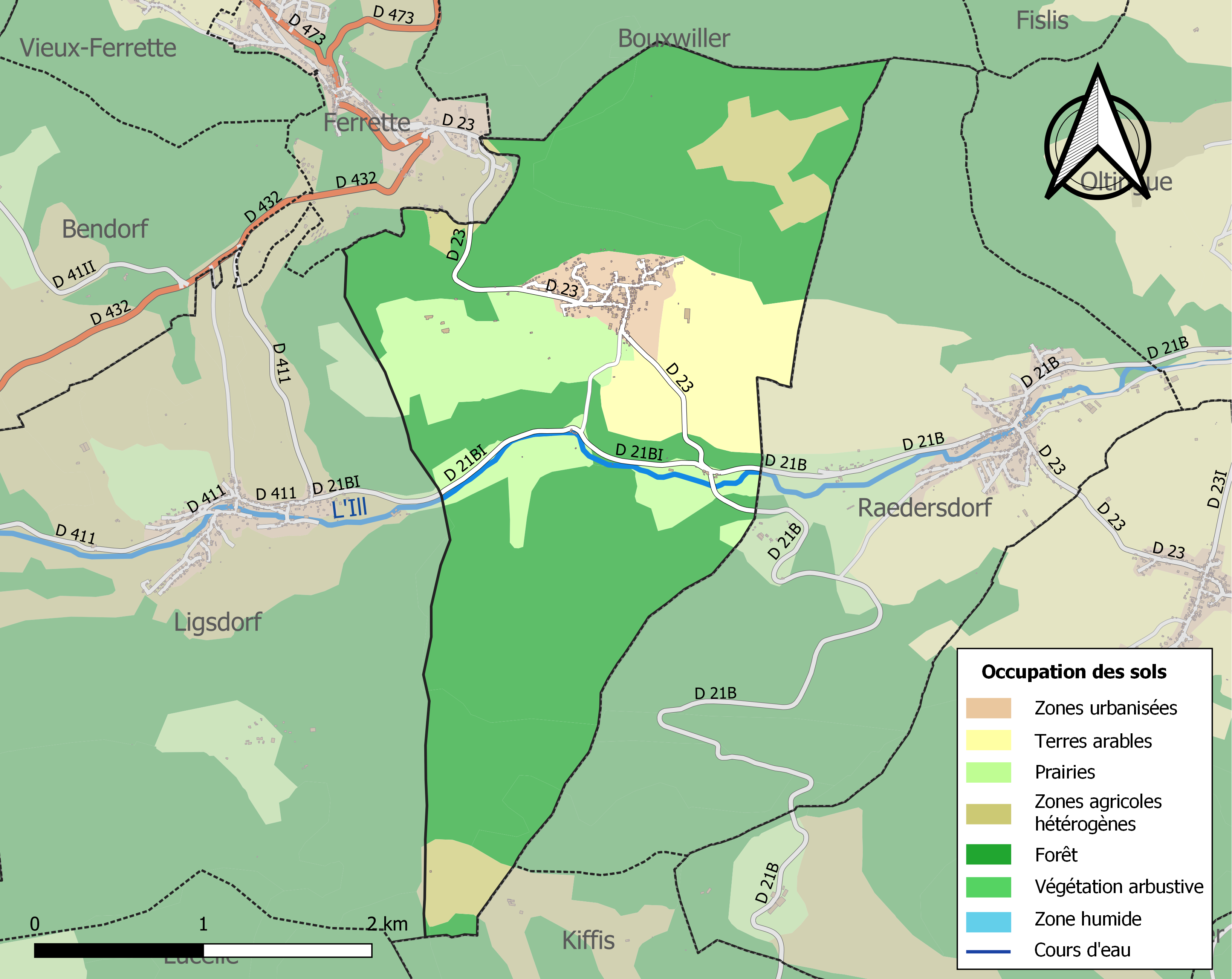
Carte des infrastructures et de l'occupation des sols de la commune en 2018 (CLC).

## Histoire
La région est déjà connue depuis la préhistoire. La découverte d'un atelier de taille de silex de l'époque paléolithique supérieure, puis par des tombes des VIIe et VIIIe siècles attestent de la présence humaine dans les lieux. Le village qui se trouve d'abord sur la partie inférieure des terres est déplacé sur les hauteurs pour échapper aux fréquentes inondations de l'Ill qui avaient cours au XIIe siècle.Le village est alors connu sous le nom de Sundrolttesdorf (1139-1147) qui relève de la seigneurie de Ferrette et qui est rattaché à Wolschwiller. Le couvent de Feldbach possède à cette époque une cour colongère, et un château des Schoenenberg appartenant à l'évêque de Bâle qui est mentionné dès 1239. Le village passe ensuite, vers 1324 aux Habsbourg. Le château est détruit à la fin du Moyen Âge. Vers 1648 avec le traité de Westphalie le village est rattaché à la France et les Habsbourg dépossédés de leurs biens.

### Héraldique
| Blason de Sondersdorf | Les armes de Sondersdorf se blasonnent ainsi : « D'argent à la scie d'or brochante sur un cœur de gueules, au soleil de même posé en pointe. » |

## Politique et administration
| Période                                                    | Période  | Identité      | Étiquette | Qualité |
| ---------------------------------------------------------- | -------- | ------------- | --------- | ------- |
| Les données antérieures à 1953 ne sont pas encore connues. |          |               |           |         |
| mars 1953                                                  |          | Edmond Blind  |           |         |
| octobre 1980                                               |          | Francis Blind |           |         |
| avant 1995                                                 | en cours | Pierre Blind  | DVD       |         |

## Démographie
L'évolution du nombre d'habitants est connue à travers les recensements de la population effectués dans la commune depuis 1793. Pour les communes de moins de 10 000 habitants, une enquête de recensement portant sur toute la population est réalisée tous les cinq ans, les populations de référence des années intermédiaires étant quant à elles estimées par interpolation ou extrapolation. Pour la commune, le premier recensement exhaustif entrant dans le cadre du nouveau dispositif a été réalisé en 2004.
| 1793 | 1800 | 1806 | 1821 | 1831 | 1836 | 1841 | 1846 | 1851 |
| ---- | ---- | ---- | ---- | ---- | ---- | ---- | ---- | ---- |
| 280  | 318  | 403  | 390  | 428  | 444  | 437  | 442  | 475  |

| 1856 | 1861 | 1866 | 1871 | 1875 | 1880 | 1885 | 1890 | 1895 |
| ---- | ---- | ---- | ---- | ---- | ---- | ---- | ---- | ---- |
| 464  | 477  | 490  | 452  | 407  | 396  | 386  | 363  | 351  |

| 1900 | 1905 | 1910 | 1921 | 1926 | 1931 | 1936 | 1946 | 1954 |
| ---- | ---- | ---- | ---- | ---- | ---- | ---- | ---- | ---- |
| 369  | 372  | 335  | 310  | 311  | 296  | 309  | 324  | 276  |

| 1962 | 1968 | 1975 | 1982 | 1990 | 1999 | 2004 | 2006 | 2009 |
| ---- | ---- | ---- | ---- | ---- | ---- | ---- | ---- | ---- |
| 312  | 297  | 296  | 307  | 300  | 317  | 344  | 342  | 349  |

| 2014 | 2019 | 2022 | - | - | - | - | - | - |
| ---- | ---- | ---- | - | - | - | - | - | - |
| 343  | 318  | 316  | - | - | - | - | - | - |

## Lieux et monuments

### Chapelle de Hippoltskirch

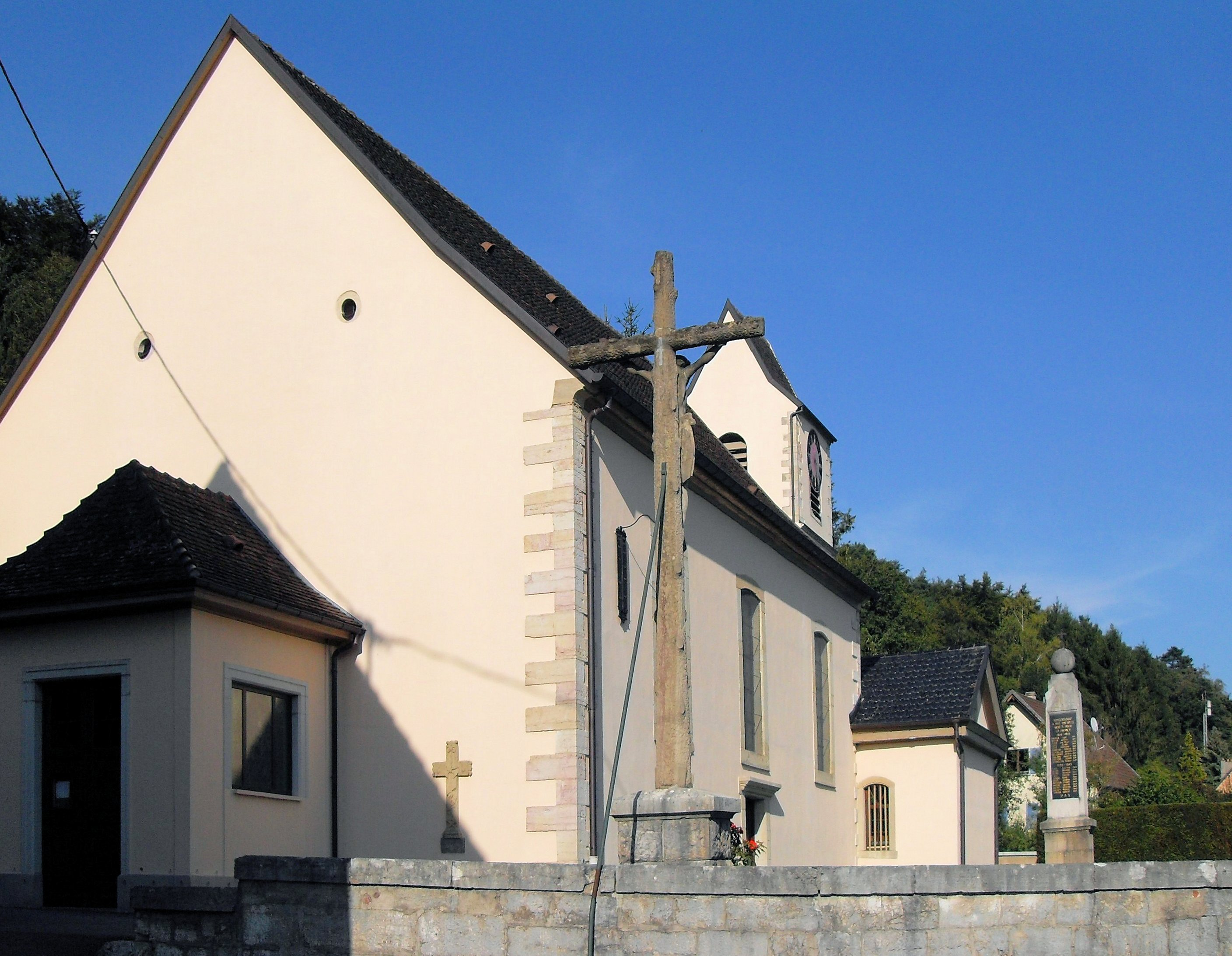
L'église Saint-Martin.

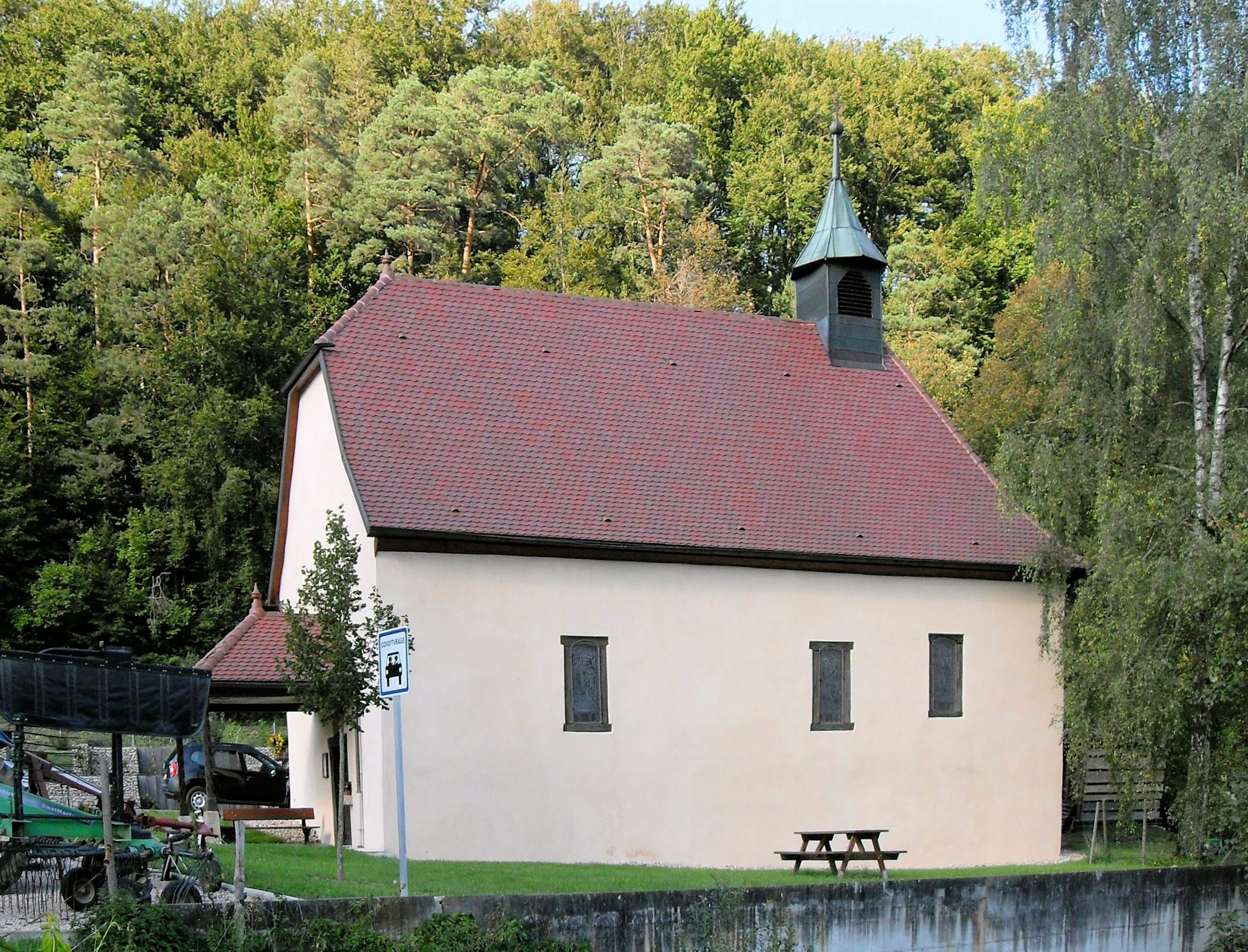
La chapelle de Hippoltskirch.

Se trouve à un kilomètre de Sondersdorf, cette chapelle classée aux monuments historiques en 1995, date du XVIIIe siècle, mais la première mention d'une chapelle dédiée à saint Martin remonte à 1144.Cette chapelle est au Moyen Âge un lieu de pèlerinage qui fut placé sus l'invocation de la Vierge Marie et de saint Hippolyte par le pape Léon IX. Démolie en 1770 sur ordre de l'évêque de Bâle pour cause de vétusté, un nouvel édifice est reconstruit par les habitants du village entre 1778 et 1781, empruntant le gros-œuvre de l'église primitive.

## Curiosités

### Élevages d'autruches et d'émeus

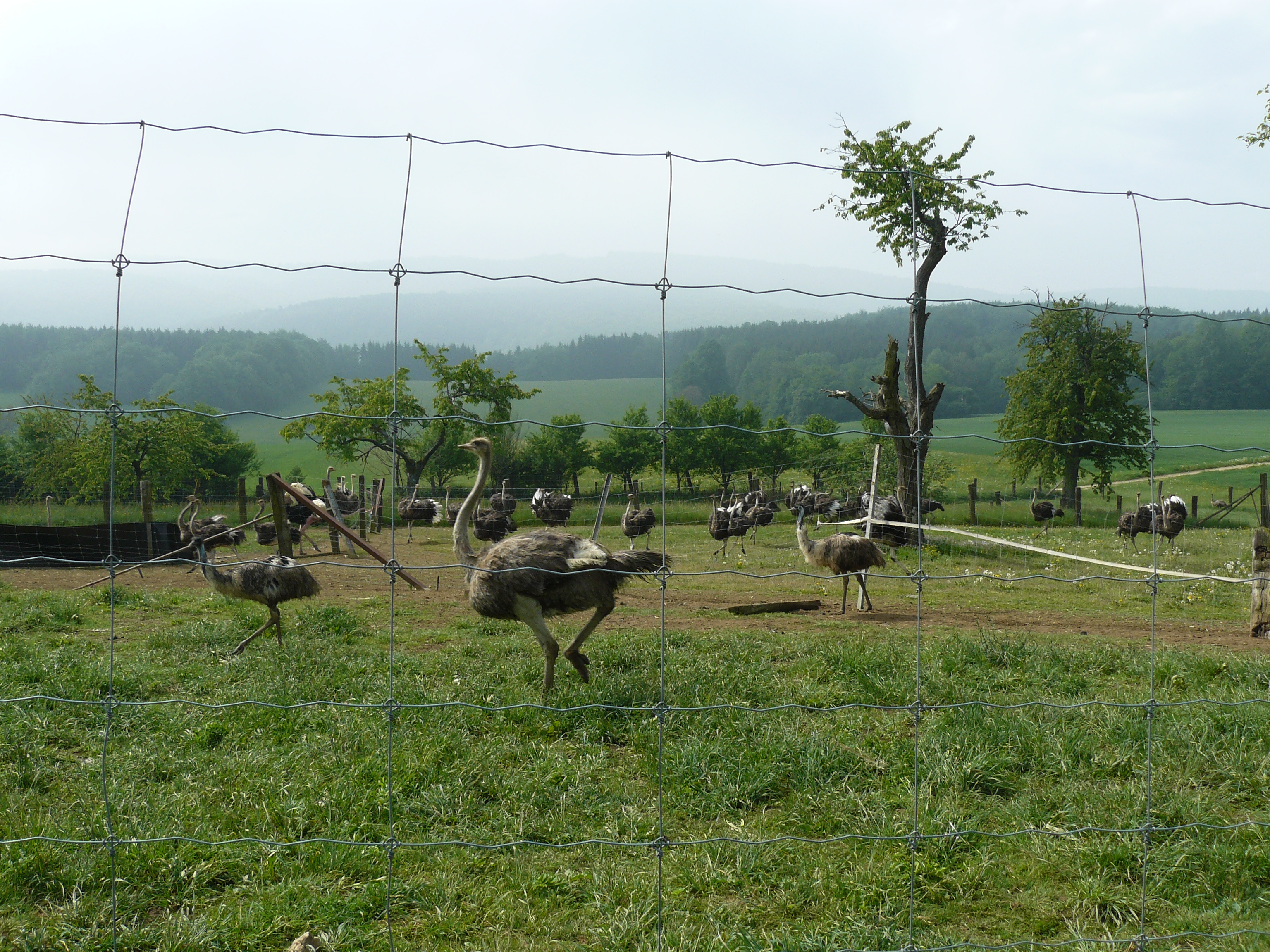
Enclos renfermant une partie du cheptel des autruches et émeus à Sondersdorf.

La famille Zundel élève depuis 1995 des autruches et des émeus pour la consommation de viande. Cette ferme possède une centaine d'animaux dont la viande est réputée riche en protéines et en fer et contenant très peu de matière grasse. Des visites sont organisées sur rendez-vous.